# Laguna Quemada
La laguna Quemada (51°47′S 58°56′O / -51.783, -58.933) (en inglés: Burntside Pound) es un pequeño cuerpo de agua que se ubica en el centro de la isla Soledad del archipiélago de las Malvinas. Administrativamente pertenece al departamento Islas del Atlántico Sur de la provincia de Tierra del Fuego, Antártida e Islas del Atlántico Sur.
Esta laguna tiene forma aproximadamente circular y se ubica hacia el fondo y al norte del seno Choiseul, en la zona del Istmo de Darwin. Además se encuentra al oeste del cementerio de Darwin y al norte del arroyo Trullo y de puerto Darwin.

### Guerra de las Malvinas

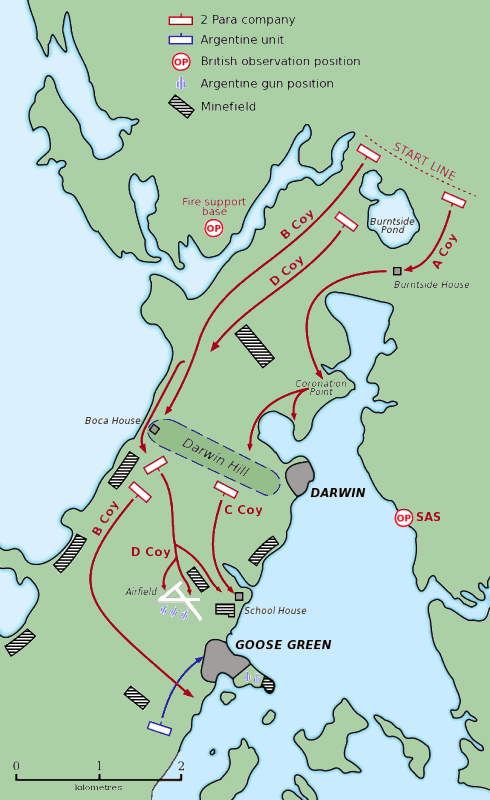
Esquema de la batalla con la toponimia británica (en inglés).

En las proximidades de esta laguna se encontraba una vivienda conocida como «Casa Quemada» (en inglés: Burntside House) que fue uno de los escenarios de la batalla de Darwin - Pradera del Ganso, que tuvo lugar entre los días 27 y 29 de mayo de 1982 durante la guerra de las Malvinas.